# Csúcshatás (film)
A Csúcshatás (eredeti cím: Limitless) 2011-ben bemutatott amerikai sci-fi thriller, melyet Alan Glynn 2001-es azonos című regénye alapján Neil Burger rendezett. A főbb szerepekben Bradley Cooper, Abbie Cornish, Robert De Niro, Andrew Howard és Anna Friel látható.
Az Amerikai Egyesült Államokban 2011. március 18-án, Magyarországon április 7-én bemutatott film bevételi és kritikai szempontból is sikert aratott. 2015-ben hasonló címmel egy televíziós sorozat is követte, de azt egy évad után törölték a műsorról.

## Rövid történet
Egy sikertelen író egy kísérleti gyógyszer segítségével képessé válik az agya teljes kapacitását kihasználni, aminek pozitív és negatív hatásait is megtapasztalja.

## Cselekmény
Edward "Eddie" Morra (Bradley Cooper) író New Yorkban él. Barátnője, Lindy (Abbie Cornish) kirúgja. Nem tudja határidőre leadni a könyvét, amit még el sem kezdett írni.
Az utcán találkozik kilenc évvel ezelőtt kötött rövid házassága révén szerzett sógorával, Vernon Ganttal (Johnny Whitworth). Volt felesége, Melissa Gant (Anna Friel) elköltözött, valahol „északon” él. Vernon továbbra is kábítószer-terjesztő, bár ő azt mondja Eddie-nek, hogy egy gyógyszergyárnak dolgozik. Mikor meghallja, hogy Eddie alkotói válságban van, felajánl neki egy 800 dollár értékű még kipróbálatlan gyógyszert, amit a cég a jövő évben fog piacra dobni, mert klinikai tesztjei még nem fejeződtek be. A gyógyszer, aminek kódneve NZT-48, az agy teljes kapacitásának kihasználását teszi lehetővé kb. 18-24 órán keresztül. Eddie, mivel nincs jobb ötlete, kipróbálja az átlátszó tablettát, ami valóban hatásosnak bizonyul, a könyvet nem csak elkezdi, hanem 4 napon belül be is fejezi és leadja a szerkesztőjének.
Eddie további tablettákat kér Vernontól, aki beleegyezik, csak annyit kér, hogy Eddie hozza el az öltönyét a tisztítóból és szerezzen reggelit neki. Eddie mindenbe beleegyezne, hogy megkaphassa a tablettát, tehát örömmel teljesíti a kérést. Amikor visszatér Vernon lakásába, a lakást feldúlva találja, Vernon pedig a kanapén ül, és lőtt seb van a homlokán. Azonnal tárcsázza a rendőrséget, de amíg a rendőröket várja, rájön, hogy aki megölte Vernont, az a tablettákat kereshette, s talán nem találta meg. Ezért gumikesztyűt húz és lázasan keresni kezdi mindenhol. Végül a sütő egy rejtett részén egy csomó átlátszó tablettát talál egy átlátszó műanyag tasakban és egy köteg pénzt. Ezeket magához veszi, mielőtt megérkezik a rendőrség. A kihallgatást végző rendőrtisztnek gyanús Eddie viselkedése, de mivel nincs ellene bizonyíték, ezért elengedik.
Eddie élete fordulópontot vesz Vernon pénzével és a tablettákkal. Elhanyagolt lakását kitakarítja és rendbe rakja, majd tőzsdézni kezd egy orosz maffiózótól kapott 100 000 dollárral, akinek azt mondja, hogy olyan szerencsejátékra kell a pénz, ami meg van bundázva, ezért megkapja tőle a kért összeget.
Eddie azt tapasztalja a tabletták hatására, hogy például élénken vissza tud emlékezni egy évtizedekkel korábban, csak futólag látott könyv címére, az élete során szerzett ismeretei egyszerre a rendelkezésére állnak, és jól szervezett rendszert alkotnak. Pillanatok alatt képes megtanulni idegen nyelveket, elég, ha hallja az élő beszédet.
Néhány héten belül már 2 millió dollár van a bankszámláján. Ez többeknek feltűnik, köztük van a nagy hatalmú üzletember, Carl Van Loon (Robert De Niro), aki ebédelni hívja, majd a kocsijában egy dossziét ad Eddie-nek, amiben üzleti jelentések vannak. Eddie fel van pörögve, ezért pillanatok alatt kielemzi, hogy Van Loon cége és egy hatalmas, vele szemben álló cég üzleti fúziója lesz esedékes a közeljövőben. Van Loon meglepődik, mert a lépés logikátlan, de mivel valóban az üzletek egyesítése a célja, ezért másnapra üzleti megbeszélésre hívja Eddie-t, afféle „felvételi teszt”-re.
Lindy visszatér Eddie-hez, aki újságok címlapján szerepel. Eddie ugyanekkor észreveszi, hogy egy kopaszodó, idősebb férfi követi (Tomas Arana). Eddie egyre több tablettát használ, azonban kellemetlen mellékhatást is tapasztal, ami állandó nyugtalanságban nyilvánul meg, majd miután 18 órán át talpon volt az egyik éjszaka, reggel nem emlékszik semmire, csak emlékfoszlányok maradtak meg benne. Ebben szerepel egy szőke nő, másnap pedig látja a tévében, hogy halvány emlékeihez hasonló szőke nőt meggyilkoltak abban a szállodában, ahova ő is meg volt hívva előző éjszaka.
Másnap Eddie kábának érzi magát, ezért nem vesz be tablettát, de nem is tud koncentrálni a Van Loonnal folytatott beszélgetésre, rosszul lesz és hazamegy. Volt felesége, Melissa felhívja telefonon, majd másnap egy személyes találkozón elmondja neki, hogy két évvel korábban ő is szedte azt a gyógyszert, amit most Eddie, sikereket is elért, de leállt vele, amikor a gyógyszerrel kapcsolatos halálesetekről hallott. Akkor koncentrálóképessége és memóriája hirtelen visszaesett. Figyelmezteti Eddie-t, hogy álljon le ő is, de fokozatosan, mert a hirtelen abbahagyás is végzetes következményekkel jár.
Az orosz maffiózó követeli a pénzét, amit Eddie meg is ad neki, azonban amikor észreveszi, hogy Eddie egy tablettát rejteget, kíváncsiságból beveszi. Nemsokára a maffiózónak is szüksége van további tablettákra, amit Eddie megígér neki, mert nincs más választása.
Eddie a két millió dollárt, amit a tőzsdén szerzett, hajlandó odaadni egy vegyésznek, aki arra tesz ígéretet, hogy ki tudja elemezni a szert és elő tud állítani hasonlót. Ehhez elvileg évek kellenek, utána pedig állatkísérletekre van szükség, Eddie azonban tudja, hogy nincs vesztegetni való ideje, ezért felajánlja a pénzt.
Közben kisegíti Carlt a szemben álló céggel való egyesítési tárgyalásokon, ami 200%-os hatékonyság-emelkedést tudna produkálni ügyes átszervezésekkel. Mielőtt azonban a hivatalos papírokat aláírhatnák, a másik üzletember komolyan megbetegszik, és kórházba kerül. Eddie rájön, hogy az ő esetében is az NZT megvonásáról lehet szó, mivel a közelében észreveszi azt a bizonyos férfit, aki elől többször menekülnie kellett.
Mielőtt az üzlet létrejönne, Eddie-t beidézik a rendőrségre, mert a személyleírása megegyezik azzal a férfiéval, akit annak idején a nő meggyilkolásának helyszínén láttak. A tükör mögött zajló azonosítás előtt leveszi zakóját, amiben egy titkos zsebben a tablettákat tartja, de csak később, a Carllal való beszélgetés közben jön rá, hogy a tabletták eltűntek a zakóból. Ezt vagy a rendőrtiszt, vagy valaki más a rendőrségen vehette ki.
Reménytelen helyzetében hazamegy (az ingatlankereskedő által „erődítmény”-nek nevezett, 8,5 millió dollárba került) lakosztályába, ahol már az öngyilkosságot fontolgatja, mert az orosz maffiózó és két haverja idáig követték és módszeresen tönkreteszik a biztonsági kamerákat és kezdik fűrészelni a megerősített ajtót. Azonban az életveszély is lehet doppingoló hatású, ezért lázasan gondolkozó agyával rájön, hogy esetleg lehet még egy elkallódott tabletta valahol, ezért nem ugrik le a sokadik emeleti erkélyéről, hanem keresni kezdi azt a bizonyos, elveszett tablettát. Mire sikerül megtalálnia, betörik az ajtaját, a tabletta pedig elgurul. A két tettestárs (egyikük egyik szemén hályog van) alaposan felkészülve keresni kezdi a tablettákat, hiába mondja nekik Eddie, hogy nincs már neki több. Az orosz már korábban megígérte neki, hogy ha átveri, akkor szép lassan fogja megölni, hogy minél tovább tartson és fájdalmasabb legyen. Elkezdi kipakolni a szerszámokat, amiket a kínzáshoz hozott, közben eldicsekszik vele, hogy export-import vállalkozást alapított, és arra is rájött, hogy a tablettát fel lehet oldani és injekcióban beadva a véráramban hatásosabb. Rögtön be is ad magának egy adaggal. Eddie egy hegyes tárgyat vesz észre a még ki sem pakolt dobozai között, ezt megragadva hasba szúrja a férfit, amikor az rá akar támadni. Amikor egymás mellett fekszenek a földön és a férfi vére elönti a padlót, Eddie-nek eszébe jut, amit a férfi a tabletta hatékonyságáról mondott és nem lévén vesztenivalója, nyalni kezdi a vért...
A két másik tettestárs hiába fúrja meg a lakás széfjét, nem találnak benne tablettákat. Amikor egyikük megközelíti a földön heverő két férfit, Eddie a foga közé szorított injekciós tűvel kiszúrja a férfi jól látó szemét (a másikon hályog van). Kiabálására a másik is Eddie-re támad. Amikor a gyakorlatilag vak támadó a kezében tartott fegyverrel lőni kezd, Eddie néhány idegen szóval úgy irányítja, hogy a társát lője le, őt pedig a zongorával nekitolja az erkélyablaknak. Amikor még aznap éjszaka meghal az üzlettulajdonos a kórházban, az Eddie-t követő férfinak már nincs oka megtámadni őt, ezért Eddie elmondja neki, hogy a tablettákat valószínűleg a rendőrségen egy tiszt vehette el tőle. A férfi megöli a rendőrtisztet annak lakásán, Eddie pedig megtalálja a tablettákat.
Egy évvel később megjelenik Eddie könyve Illuminating the Dark Fields címmel (kb. „Sötét mezők megvilágítása” – utalás a Dark Fields című könyvre, ami alapján a film készült), Eddie pedig a politikusi pályára készül. A kampánya közben egyik támogatója keresi fel, aki nem más, mint Carl Van Loon, aki otthagyta korábbi energiaipari cégét és felvásárolta azt a gyógyszeripari vállalatot, ami az NZT-t állítja elő. Elmondja Eddie-nek, hogy lerombolták azt a labort, ahol Eddie időközben az NZT-t állította elő, és figyelmezteti Eddie-t, hogy ha nem támogatja őt politikailag, akkor tőlük nem kap több NZT-t. Eddie nem fogadja el az „ajánlatot”, és megjegyzi, hogy ha valaki annyira okos, mint ő, az nem egy, hanem négy-öt labort is berendezhetett a biztonságos gyártás érdekében, tehát egy labor lerombolásával nem vesztett semmit. Megjegyzi továbbá, hogy tökéletesítette a drogot és kiküszöbölte annak halálos mellékhatását.
A történet végén Eddie és Lindy együtt vacsoráznak egy kínai étteremben, ahol Eddie barátságosan elbeszélget a pincérrel mandarin nyelven, miközben feladja a rendelést.

## Szereplők
| Színész           | Szerep                                         | Magyar hang        |
| ----------------- | ---------------------------------------------- | ------------------ |
| Bradley Cooper    | Edward "Eddie" Morra                           | Rajkai Zoltán      |
| Abbie Cornish     | Lindy, Eddie barátnője                         | Ruttkay Laura      |
| Robert De Niro    | Carlos "Carl" Van Loon üzletember              | Reviczky Gábor     |
| Anna Friel        | Melissa Gant, Eddie volt felesége              | Zakariás Éva       |
| Johnny Whitworth  | Vernon Gant, Eddie sógora                      | Előd Botond        |
| Robert John Burke | Donald "Don" Pierce                            | Rosta Sándor       |
| Tomas Arana       | Eddie-t követő ballonkabátos férfi             |                    |
| T.V. Carpio       | Valerie                                        | Németh Borbála     |
| Patricia Kalember | Mrs. Atwood, az ellenlábas üzletember felesége | Menszátor Magdolna |
| Andrew Howard     | Gennagyij orosz maffiózó                       | Forró István       |

## A film készítése
A Csúcshatás Alan Glynn 2001-es azonos című könyvén alapul (eredeti címe The Dark Fields volt, a film sikere után Limitless néven is kiadták, magyarul Csúcshatás címen jelent meg 2011-ben). A forgatókönyvet Leslie Dixon írta, aki megszerezte a szöveg jogait.  Dixon a máskor szokásos díjának feléért vállalta a forgatókönyv megírását azzal a feltétellel, ha ő lehet az egyik producer. Ő és társproducere, Scott Kroopf megkeresték Burgert, hogy vállalja el a film rendezését, aminek akkori munkacíme The Dark Fields volt. Burger számára, aki előző három filmjét maga írta és rendezte, ez volt az első film, amit csak rendeznie kellett. A Universal Pictures gondozta a projektet. 2008 áprilisában bejelentették, hogy Shia LaBeouf lesz a film főszereplője.
A projekt fejlesztése a Relativity Media cégnél folytatódott.  2009 novemberében Bradley Cooper vette át a főszerepet LaBeouf-től. Robert De Niro 2010 márciusában csatlakozott a projekthez. A filmforgatás májusban, Philadelphiában kezdődött. Forgattak később New York Cityben is. Az autós száguldozást Puerto Vallartában vették fel (Mexikó), amihez a filmkészítők egy luxusautót szerettek volna alkalmazni. Ehhez az olasz autós cég, a Maserati ajánlott fel két  Maserati GranTurismo kupét pusztán a filmben való megjelenésért cserébe. 2010 decemberében a film címe megváltozott, a The Dark Fields helyett a Limitless címet kapta (a.m. „Határtalanul”).

## Fogadtatás

### Bevételi adatok
A 27 millió dolláros költségvetésből készült film első helyen nyitott az észak-amerikai jegypénztáraknál, a bemutató hétvégén 18,9 millió dollár bevételt termelt. Észak-Amerikában 79 249 455, míg a többi területen 82 600 000 dollárt termelt, összbevétele így 161 849 455 dollár lett.

### Kritikai visszhang
A Csúcshatást többnyire kedvezően fogadták a filmkritikusok.  A filmkritikusok véleményét összegző Rotten Tomatoes oldalon 70%-ot kapott a film 168 vélemény alapján. A Metacritic, ami súlyozott átlagot számol, 59 pontot adott a lehetséges 100-ból, 37 vélemény alapján.
Roger Ebert, a Chicago Sun-Times filmkritikusa 2,5 csillagot adott a filmnek a lehetséges 4-ből, és azt mondta: „Nem volt borzasztóan jó, de ígéretes” és megjegyezte, hogy „Neil Burger rendező találékony a vizuális effektek terén”. Végül hozzátette: „A »Csúcshatás« csak 15 vagy legfeljebb 20%-át használja az agyának, de ez még mindig több, mint ami sok más filmtől kitelik.”
Kirk Honeycutt, a The Hollywood Reporter kritikusa szerint a Csúcshatásnak sokkal jobbnak kellene lennie annál, hogy olyan megszokott kliséket alkalmazzon, mint „orosz gengszter”, vagy „Wall Street tőzsdei csaló”. Honeycutt ugyanakkor dicséri Cooper, Abbie Cornish és Anna Friel alakítását. Ugyancsak elismerően szól Jo Willems operatőr és Patrizia von Brandenstein munkájáról, utóbbinak a forgatási helyszínek kiválasztásáért.
A Variety magazinban Robert Koehler ezt írta: a Csúcshatás „élénk, meglepően vicces thriller”. Koehler hozzáteszi: „A film attól olyan szórakoztató, hogy messzire elmegy az elmét felcsigázó vizuális hatások elérésében, amihez zoom-olást és halszemoptikát használ, új technikai színvonalon; ezekkel azokat a benyomásokat érzékelteti, amik Eddie-t a tabletta által kiváltott hatás miatt érik. Eddie szokatlan élességgel és részletességgel látja maga körül a világot, a felfogása is megváltozik és energiával töltődik fel.” Cooper alakításáról megjegyzi: „Átmegy a kócos fazonból az ultra-elegánsba és a viselkedése is ennek megfelelően változik – a film elejétől a végéig uralja a filmet. A narráció döntő szerepet játszik a történet humorában.” Szintén kedvezőbbnek ítéli az operatőr munkáját a Déjà vu c. film stílusával összehasonlítva. Dicséri a vágók, Naomi Geraghty és Tracy Adams által diktált tempót, és Paul Leonard-Morgan zeneszerző munkáját.

## Fordítás
Ez a szócikk részben vagy egészben  a   Limitless című angol Wikipédia-szócikk fordításán alapul.  Az eredeti cikk szerkesztőit annak laptörténete sorolja fel. Ez a jelzés csupán a megfogalmazás eredetét és a szerzői jogokat jelzi, nem szolgál a cikkben szereplő információk forrásmegjelöléseként.